# Wheatland (Missouri)
Wheatland é uma cidade localizada no estado americano de Missouri, no Condado de Hickory.

## Demografia
Segundo o censo americano de 2000, a sua população era de 388 habitantes.
Em 2006, foi estimada uma população de 401, um aumento de 13 (3.4%).

## Geografia
De acordo com o United States Census Bureau tem uma área de
0,9 km², dos quais 0,9 km² cobertos por terra e 0,0 km² cobertos por água. Wheatland localiza-se a aproximadamente 307 m acima do nível do mar.

## Localidades na vizinhança
O diagrama seguinte representa as localidades num raio de 20 km ao redor de Wheatland.